# Eduard Succovaty
Eduard svobodný pán Succovaty von Vezza (německy Eduard Freiherr Succovaty von Vezza) (26. března 1839 Olomouc – 10. srpna 1919 Štýrský Hradec) byl rakousko-uherský generál. V rakouské armádě sloužil od roku 1858, jako začínající důstojník se vyznamenal v letech 1859 a 1866 v Itálii, poté působil u různých jednotek, uplatnil se také jako vojenský pedagog a spisovatel. Koncem 19. století strávil řadu let jako posádkový velitel v Brně, nakonec byl velitelem 3. armádního sboru ve Štýrském Hradci (1897–1907). V rakousko-uherské armádě dosáhl hodnosti polního zbrojmistra (1898) a po odchodu do penze byl povýšen na barona (1907).

## Životopis
Narodil se v Olomouci, studoval na Tereziánské vojenské akademii ve Vídeňském Novém Městě a v roce 1858 vstoupil do armády jako podporučík u 33. pěšího pluku. Během války se Sardinií v roce 1859 se zúčastnil potlačení povstání v Bologni, poté si doplnil vzdělání na C. k. válečné škole ve Vídni (K.u.k. Kriegschule 1860–1862). Následně působil u generálního štábu a od roku 1864 u zeměbrany v Tyrolsku. V roce 1866 byl povýšen na kapitána, téhož roku se zúčastnil prusko-rakouské války, respektive třetí italské války za nezávislost a měl podíl na odražení Garibaldiho osvobozenecké armády v severní Itálii. Za účast na tažení v Lombardii obdržel Řád železné koruny III. třídy. Po rakousko-uherském vyrovnání působil jako major u nově zřízené rakouské zeměbrany, znovu sloužil také jako důstojník generálního štábu. V roce 1879 obdržel Vojenský záslužný kříž.
V roce 1880 byl povýšen na plukovníka a od roku 1884 byl velitelem 54. pěší brigády v Brně. V roce 1886 dosáhl hodnosti generálmajora a zároveň obdržel rytířský kříž Leopoldova řádu a v roce 1890 byl jmenován velitelem Tereziánské vojenské akademie ve Vídeňském Novém Městě. Ještě téhož roku byl ale na vlastní žádost přeložen zpět do Brna, kde převzal velení 4. pěší divize (s kompetencí velení jednotek pěchoty v Brně a Znojmě. V roce 1891 byl povýšen do hodnosti polního podmaršála a nakonec k datu 1. listopadu 1898 dosáhl polního zbrojmistra. Závěr aktivní kariéry strávil deset let jako velitel III. armádního sboru ve Štýrském Hradci (1897–1907). V roce 1897 byl zároveň jmenován c. k. tajným radou s nárokem na oslovení Excelence a povýšen do šlechtického stavu spolu s udělením erbu. Po odchodu do výslužby získal v roce 1907 titul barona (svobodný pán). Predikát von Vezza byl odvozen od jména vesnice Vezza d'Oglio, kde v roce 1866 bojoval proti Garibaldimu. Penzionován byl k datu 1. května 1907, o rok později ale mimo aktivní službu obdržel ještě hodnost generála pěchoty (15. listopadu 1908). Od roku 1897 byl také čestným majitelem pěšího pluku č. 87 v Klagenfurtu. Kromě již uvedených ocenění byl nositelem Řádu železné koruny I. třídy (1899) a velkokříže Leopoldova řádu (1906), od německého císaře Viléma obdržel pruský Řád koruny I. třídy.
Uplatnil se také jako spisovatel a tiskem vydal několik spisů z oboru vojenské teorie. Poslední práci k tematice rakousko-německých vztahů po zániku monarchie publikoval krátce před smrtí (Zwei Fragen über Deutschösterreichs Zukunft, 1919). Díky těmto aktivitám získal také čestné členství v Rakouské akademii věd. Po odchodu do penze žil ve Štýrském Hradci, kde také zemřel 10. srpna 1919 ve věku osmdesáti let (spáchal sebevraždu).
Jeho manželkou byla Wilhelmine Kunewalder (1833–1909). Oba manželé byli původně pohřbeni ve Štýrském Hradci, později byl jejich hrob přenesen na pohřebiště absolventů Tereziánské vojenské akademie do Vídeňského Nového Města.